# Killer Bees
Killer Bees è un film televisivo dell'orrore diretto da Curtis Harrington ed interpretato da Gloria Swanson, Kate Jackson, Craig Stevens, John Getz e Edward Albert. Venne mandato in onda in seno al programma ABC Movie of the Week il 26 febbraio 1974.

## Trama
Madame Van Bohlen, una donna volitiva e matriarca, non solo gestisce la sua azienda vinicola di famiglia, ma ha anche un potere misterioso: ha il controllo psichico su uno sciame di "api assassine" che risiede nella sua vigna.

## Premi e riconoscimenti
- 1975: Saturn Award Special Achievement in Television a Curtis Harrington